# You're Not Sorry
"You're Not Sorry" är en countrypoplåt av amerikanska sångerskan Taylor Swift. Sången skrevs helt och hållet av Swift själv och producerades av Nathan Chapman och Swift. Den släpptes den 28 oktober 2008 av Big Machine Records som en marknadsföringssingel från Swifts andra studioalbum, Fearless. En remix av låten för tv-programmet CSI: Crime Scene Investigation släpptes senare också. Swift blev inspirerad att skriva "You're Not Sorry" av en expojkvän som blev avslöjad som raka motsatsen till vem han verkligen var. Sången är en powerballad med country- och rockinfluenser.
I Nordamerika uppnådde sången kommersiell succé. Den gick in på elfte plats på Canadian Hot 100. Även i USA gick in på elfte plats på Billboard Hot 100 och certifierades som guld av Recording Industry Association of America (RIAA). Swift framförde sången ett par gånger, inkluderande hennes första stora turné, Fearless Tour. Under framträdandet så framförde även Swift en coverversion av Justin Timberlakes "What Goes Around.../...Comes Around" med "You're Not Sorry".

## Bakgrund
"You're Not Sorry" är skriven av Swift och producerad av Nathan Chapman tillsammans med Swift. Sången var inspirerad av en expojkvän som senare visade sig vara den raka motsatsen av vad Swift hade egentligen trott. Swift har berättat: "Han framstod som en drömprins." Under förhållandet så informerades Swift om flera hemligheter om hennes pojkvän som hon själv inte visste om. "Och en efter en, så skulle jag klura ut dem. Jag skulle få reda på vem han verkligen var," har hon sagt. Hon skrev "You're Not Sorry" i ett emotionellt stadium, vilket hon beskrev som "bristningsgränsen", där hon tänkte för sig själv "Vet du vad? Tro inte att du kan fortsätta såra mig." Omständigheterna nådde en punkt där hon kände att hon bara var tvungen att gå iväg. "You're Not Sorry" släpptes först som en marknadsföringssingel från Fearless den 28 oktober 2008 som en del av nedräkningen till albumet, en exklusiv kampanj av iTunes Store. Sången återutgavs den 5 mars 2009 som en remix i samband med att Taylor hade en gästroll i tv-programmet CSI: Crime Scene Investigation.

## Prestation på topplistorna
Eftersom den inte släpptes som singel så fick "You're Not Sorry" ingen airplay, men dock så tog den sig in på topplistor eftersom den sålde många digital downloads. Sången gick in på Billboard's Hot Digital Songs-listan på andra plats, vilket ledde till en placering på Billboard Hot 100 i slutet på veckan den 15 november 2008. "You're Not Sorry" debuterade på elfte plats på den listan, vilket gjorde att den blev veckans högsta topp debut, men missade dock att bli Swifts topp tio-debut under 2008. Vid releasen av CSI-remixen så återinfördes den på Billboard Hot 100 igen på 67:e plats. "You're Not Sorry" är en av tretton låtar från Fearless som listplacerades som topp 40 på Billboard Hot 100, vilket bröt rekordet för flest topp 40-placeringar från ett och samma album. "You're Not Sorry" tillbringade totalt fem veckor på Billboard Hot 100. Även i USA så listplacerades "You're Not Sorry" på 22:a plats på Pop 100-listan. Den certifierades som guld av Recording Industry Association of America (RIAA) under en försäljning av 500 000 enheter. Sången debuterade och topplacerades på elfte plats på Canadian Hot 100.

## Tracklista
- U.S. Digital Download

1. "You're Not Sorry" (Album Version) – 4:21

- Remix Digital Download

1. "You're Not Sorry" (CSI Remix) – 4:22

## Topplistor
| Lista (2008)           | Topplacering |
| ---------------------- | ------------ |
| Canadian Hot 100       | 11           |
| U.S. Billboard Hot 100 | 11           |
| U.S. Pop 100           | 21           |